# Lengyel Sándor (grafikus)
Lengyel Sándor (Sopron, 1930. február 9. – Budapest, 1988. december 8.) magyar grafikus.

## Életpályája
Sopronban született, 1930. február 9-én. Édesapja komlói bányamérnök volt, aki szigorúan nevelte, édesanyját korán elveszítette. A tehetséges fiú, már 14 évesen az 1944–45-ös tanévtől a budapesti Iparművészeti Főiskola hallgatója volt. Az I–III. évfolyamon díszletfestészetet, a IV. évfolyamon grafikát tanult. Tanulmányai mellett, hogy eltartsa magát, munkát vállalt. A főiskoláról viszont ezért eltanácsolták, így oklevelet nem szerzett. 
1949-től dolgozott önálló tervezőként. Az 1960-as évek népszerű, sokat foglalkoztatott reklámgrafikusa volt. Kereskedelmi kiadványok, kártyanaptárak, plakátok tervezése mellett diafilmkészítéssel is foglalkozott. 1969-ben megkapta az év legjobb plakátja verseny nívódíját. A budapesti Játékkártyagyár megbízásából pin-up kártyákat is tervezett. Ezek modellje többnyire felesége, Baló Magdolna volt.

## Csoportos kiállításai
- Magyar plakáttörténeti kiállítás (1960)
- Országos plakátkiállítások (Műcsarnok, Budapest 1961, 1966, 1972)
- Reklám ’69 (Technika Háza, Budapest 1969)
- Reklám ’70 (Ernst Múzeum, Budapest 1970)
- 100+1 éves a magyar plakát (Műcsarnok, Budapest 1986)
- Plakát Parnasszus I. (Műcsarnok, Budapest 1995)
- Korona Galéria, Székesfehérvár (1995)

## Díjai, elismerései
- Az év legjobb plakátja verseny nívódíja (1969)

## Diafilmek
Mesefilmek Lengyel Sándor rajzaival:
- Aladdin és a csodalámpa (1956)
- Ali baba és a negyven rabló (1956)
- Naszreddin Hodzsa (A csendháborító) (1957)
- Amerika felfedezése Kolombusz Kristóf első útja (1958)
- Egyszer egy királyfi (1958)
- Benyovszky Móric kalandjai (1959)
- Utazás a Holdba 2111-ben I-II. (1960)
- A beszélő köntös (1961)
- Az aranykoporsó (1962)
- A bagdadi tolvaj (1963)
- Egyszer egy királyfi (1963)
- Őserdők mélyén: (Magyar László Dél-afrikai utazásai) (1963)
- Merénylet a világűrben (1974)
- Piroska és a farkas (1981)